# Shakin’ Stevens

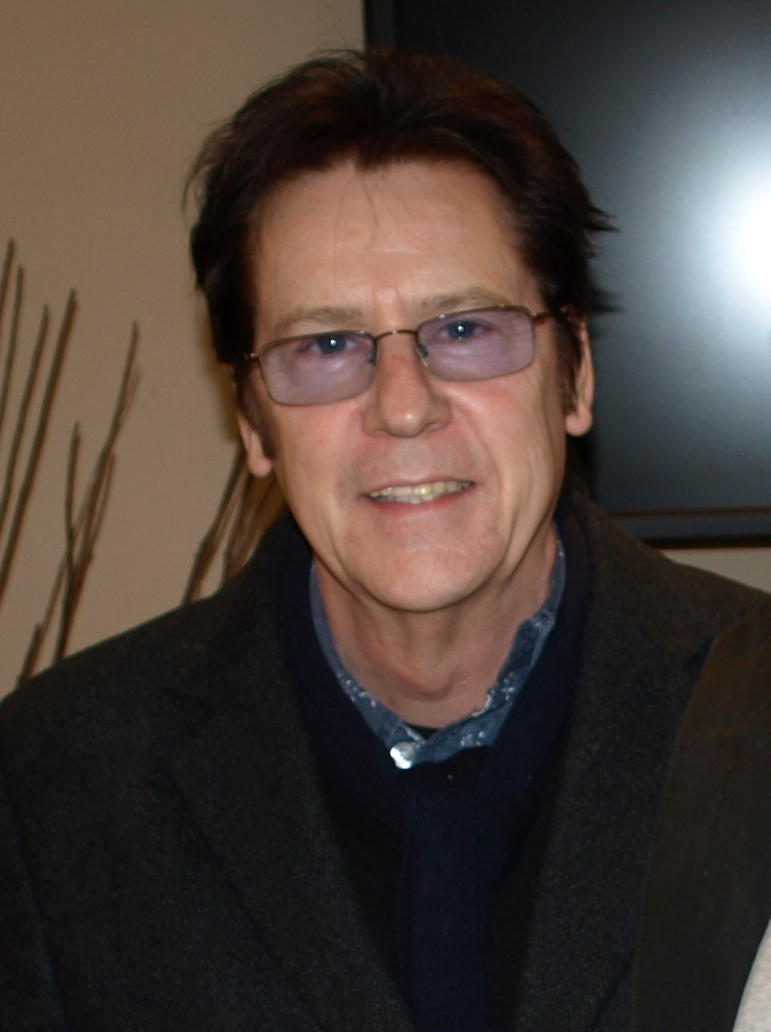
Shakin’ Stevens (2013)

Shakin’ Stevens (* 4. März 1948 als Michael Barratt in Ely, Cardiff) ist ein britischer Rockabilly-Sänger. Er zählte in den 1980er-Jahren zu den kommerziell erfolgreichsten Musikern Großbritanniens und erreichte dort mit den Songs This Ole House, Green Door, Oh Julie und Merry Christmas Everyone die Spitze der Single-Charts. Der Stil seiner bekanntesten Stücke orientiert sich stark an der Rock- und Popmusik der 1950er-Jahre.

## Karriere

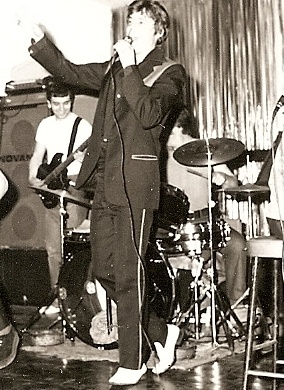
Shakinʼ Stevens (1976)

Shakin’ Stevens wurde 1948 als Michael Barratt im walisischen Ort Ely geboren. In den 1960er Jahren spielte er mit seiner Band als Shakin’ Stevens & the Sunsets und trat mit ihnen 1969 im Vorprogramm der Rolling Stones auf. 1972 wurde sie vom New Musical Express zur besten Live-Band des Jahres gewählt. Nachdem sich die Gruppe 1976 getrennt hatte, strebte Stevens eine Solokarriere an.
In einem Elvis-Musical im Londoner West End spielte Stevens 1977/78 19 Monate lang die Hauptrolle. Danach sang er in der Fernsehserie Oh Boy! von Jack Good Musik der 1950er und frühen 1960er Jahre. Sein Management übernahm ab dieser Zeit Freya Miller, die in Anlehnung an Elvis’ Manager „Colonel Parker“ Major Miller genannt wurde.
Ab 1980 war es die Rockabilly-Musik dieser Zeit, die Stevens in die Charts brachte. Mit zahlreichen Coverversionen war „Shaky“, wie er seit seinem Album gleichen Namens auch genannt wird, jahrelang sowohl in den britischen Charts als auch auf dem Kontinent erfolgreich. Er zählte Anfang der 1980er Jahre zu den Teenie-Idolen. Mit vier Nummer-eins-Hits und über 35 Charttiteln in Großbritannien zählt er zu den erfolgreichsten Solosängern. Einer seiner größten Hits war das selbstgeschriebene Stück Oh Julie (1982).
In den 1990er Jahren wurde es ruhiger um Shakin’ Stevens, ein stilistischer Wechsel zum Country-Rock folgte, und es kam zu persönlichen Krisen. Im Mai 2005 gewann er eine Comeback-Show des Senders ITV. Im Juni 2005 erschien im Vereinigten Königreich die Doppel-A-Seite-Single Trouble/This Ole House. Trouble ist eine Coverversion von Pink; This Ole House bekam einige Overdubs.
Nach mehreren erfolglosen Versuchen Anfang der 1990er Jahre, ein Album zu veröffentlichen, waren für 2006 mit Now Listen eine neue Single sowie ein neues zwölf Songs umfassendes Album geplant. Nach zweimaligem Verschieben des Termins erschien das Album im Mai 2007 in Dänemark, allerdings ohne weitere Marketingaktionen.
Nach eigenen Angaben erlitt Shakin’ Stevens im Juli 2010 bei der Gartenarbeit auf seinem Anwesen in Windsor einen Herzinfarkt und musste daher seine für Herbst 2010 angesetzte Jubiläumstournee sowie die Veröffentlichung eines neuen Albums verschieben. Im September 2019 trat er bei der Benefizsendung für die Deutsche Krebshilfe Willkommen bei Carmen Nebel im ZDF auf.

## Diskografie
Studioalben

| Jahr                              | Titel Musiklabel                                                                                            | Höchstplatzierung, Gesamtwochen, AuszeichnungChartplatzierungen (Jahr, Titel, Musiklabel, Platzierungen, Wochen, Auszeichnungen, Anmerkungen) | Höchstplatzierung, Gesamtwochen, AuszeichnungChartplatzierungen (Jahr, Titel, Musiklabel, Platzierungen, Wochen, Auszeichnungen, Anmerkungen) | Höchstplatzierung, Gesamtwochen, AuszeichnungChartplatzierungen (Jahr, Titel, Musiklabel, Platzierungen, Wochen, Auszeichnungen, Anmerkungen) | Höchstplatzierung, Gesamtwochen, AuszeichnungChartplatzierungen (Jahr, Titel, Musiklabel, Platzierungen, Wochen, Auszeichnungen, Anmerkungen) | Höchstplatzierung, Gesamtwochen, AuszeichnungChartplatzierungen (Jahr, Titel, Musiklabel, Platzierungen, Wochen, Auszeichnungen, Anmerkungen) | Anmerkungen                                                 |
| Jahr                              | Titel Musiklabel                                                                                            | DE | AT | CH | UK | US | Anmerkungen                                                 |
| --------------------------------- | --- | --- | --- | --- | --- | --- | ----------------------------------------------------------- |
| als Shakin’ Stevens & The Sunsets | | | | | | |                                                             |
|                                   | | | | | | |                                                             |
| 1970                              | A Legend auch bekannt als: Collection oder Rock on with Shakin’ Stevens & The Sunsets Parlophone (EMI)      | — | — | — | — | — | Erstveröffentlichung: 1970                                  |
| 1971                              | I’m No J. D. auch bekannt als: Shakin’ Stevens Columbia Records (CBS)                                       | — | — | — | UK34 (5 Wo.)UK | — | Erstveröffentlichung: 1971                                  |
| 1972                              | Rockin’ & Shakin’ Contour (Contour)                                                                         | — | — | — | — | — | Erstveröffentlichung: 1972                                  |
| 1973                              | Shakin’ Stevens & The Sunsets Pink Elephant (PE)                                                            | — | — | — | — | — | Erstveröffentlichung: 1973                                  |
| 1975                              | Manhattan Melodrama Pink Elephant (PE)                                                                      | — | — | — | — | — | Erstveröffentlichung: 1975                                  |
| 1976                              | Shakin’ Stevens & The Sunsets Dynamite Records (DYR)                                                        | — | — | — | — | — | Erstveröffentlichung: 1976                                  |
| 1977                              | Come on Memphis! auch bekannt als: At the Rockhouse, Sexy Ways oder Shake Baby Shake Dynamite Records (DYR) | — | — | — | — | — | Erstveröffentlichung: 1977                                  |
| als Shakin’ Stevens               | | | | | | |                                                             |
|                                   | | | | | | |                                                             |
| 1978                              | Shakin’ Stevens Polydor (Polydor)                                                                           | — | — | — | UK— GoldUK | — | Erstveröffentlichung: 7. April 1978 Verkäufe: + 115.000     |
| 1979                              | Take One! auch bekannt als: Hot Dog Epic Records (CBS)                                                      | DE11 (22 Wo.)DE | AT9 (8 Wo.)AT | — | UK62 (2 Wo.)UK | — | Erstveröffentlichung: Oktober 1979                          |
| 1980                              | This Ole House auch bekannt als: Get Shakin’ oder Marie, Marie Epic Records (CBS)                           | DE4 Gold · (29 Wo.)DE | AT7 (14 Wo.)AT | — | UK2 Gold · (28 Wo.)UK | — | Erstveröffentlichung: 17. Oktober 1980 Verkäufe: + 350.000  |
| 1981                              | Shaky auch bekannt als: Green Door Epic Records (CBS)                                                       | DE4 Gold · (56 Wo.)DE | AT1 (22 Wo.)AT | — | UK1 Platin · (28 Wo.)UK | — | Erstveröffentlichung: 4. September 1981 Verkäufe: + 600.000 |
| 1982                              | Give Me Your Heart Tonight Epic Records (CBS)                                                               | DE10 (18 Wo.)DE | AT6 (8 Wo.)AT | — | UK3 Platin · (18 Wo.)UK | — | Erstveröffentlichung: 1. Oktober 1982 Verkäufe: + 300.000   |
| 1983                              | The Bop Won’t Stop Epic Records (CBS)                                                                       | DE24 (11 Wo.)DE | — | CH12 (12 Wo.)CH | UK21 Gold · (27 Wo.)UK | — | Erstveröffentlichung: 26. November 1983 Verkäufe: + 100.000 |
| 1985                              | Lipstick, Powder and Paint Epic Records (CBS)                                                               | DE59 (3 Wo.)DE | — | CH27 (1 Wo.)CH | UK37 Gold · (9 Wo.)UK | — | Erstveröffentlichung: 16. November 1985 Verkäufe: + 100.000 |
| 1987                              | Let’s Boogie Epic Records (CBS)                                                                             | — | — | — | UK59 (7 Wo.)UK | — | Erstveröffentlichung: 31. Oktober 1987                      |
| 1990                              | There Are Two Kinds of Music … Rock ’n’ Roll Epic Records (CBS)                                             | — | — | — | UK65 (2 Wo.)UK | — | Erstveröffentlichung: 20. Oktober 1990                      |
| 2007                              | Now Listen Sony Music (Sony BMG)                                                                            | — | — | — | — | — | Erstveröffentlichung: 1. Juni 2007                          |
| 2016                              | Echoes of Our Times HEC Records (RTD)                                                                       | — | — | — | UK22 (2 Wo.)UK | — | Erstveröffentlichung: 23. September 2016                    |
| 2023                              | Re-Set BMG Rights Management (WMG)                                                                          | DE61 (1 Wo.)DE | AT68 (1 Wo.)AT | — | UK24 (1 Wo.)UK | — | Erstveröffentlichung: 28. April 2023                        |

grau schraffiert: keine Chartdaten aus diesem Jahr verfügbar

## Auszeichnungen
- Bravo Otto
  - 1981: „Gold“ in der Kategorie „Sänger“
  - 1982: „Gold“ in der Kategorie „Sänger“
  - 1983: „Silber“ in der Kategorie „Sänger“
  - 1984: „Bronze“ in der Kategorie „Sänger“

- Goldene Europa
  - 1982